# El Capurí
El Capurí es un corregimiento del distrito de Los Pozos en la provincia de Herrera, República de Panamá. La población tiene 446 habitantes (2010).